# Свободний (Прокоп'євський округ)
Свобо́дний (рос. Свободный) — селище у складі Прокоп'євського округу Кемеровської області, Росія.

## Населення
Населення — 349 осіб (2010; 322 у 2002).
Національний склад (станом на 2002 рік):
- росіяни — 92 %